# Queer

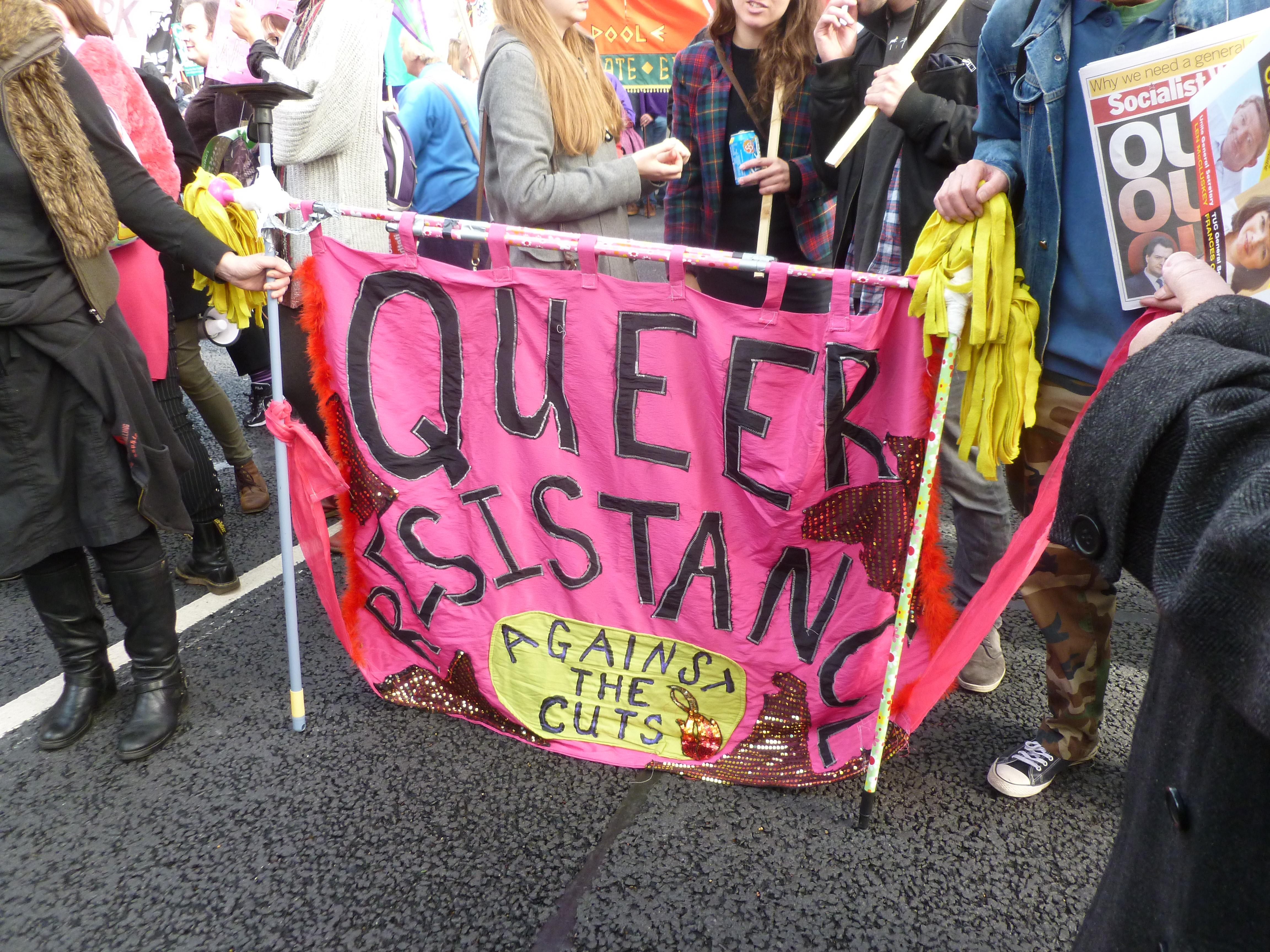
Stendardo della Resistenza Queer a una marcia

Queer è un termine ombrello utilizzato per indicare persone che non sono eterosessuali o cisessuali. Nella lingua inglese tradizionalmente significava "eccentrico", "insolito". Sembra essere connesso all'avverbio tedesco quer che significa "di traverso", "diagonalmente".
L'ingl. queer come il ted. quer (leggasi "qvér") sono corradicali del greco antico τρέπειν (trépein) e del lat. torquēre = torcere, da cui anche turpis = brutto, disdicevole, turpe.
Il termine queer viene usato generalmente da una persona della comunità LGBTQ+ che non vuole dare un nome alla propria identità di genere e/o al proprio orientamento sessuale (ad esempio, se ci si sta interrogando sulla stessa), o più semplicemente non vuole precisarla.

## Storia
Tra gli antecedenti dei queer vi sono i macaroni inglesi del Settecento, ricordati per i loro modi di porsi estremamente femminei ed affettati.
Il termine si trova nella lingua inglese con l'uso di "bizzarro", "strambo" già nel XIX secolo. Negli anni settanta in Inghilterra veniva utilizzato come equivalente dell'italiano "frocio", ma proprio in Italia passò, a partire da quegli anni, senza la connotazione negativa di cui sopra. Il passaggio si realizzò infatti proprio lungo quelle correnti di pensiero che proponevano una riappropriazione del termine. Il termine si attesta nell'uso comune durante gli anni novanta, quando viene reso popolare dal gruppo di attivisti inglesi Queer Nation.
Dato che il termine ha avuto origine (seconda metà del XX secolo), spesso persiste come insulto omofobo e dal momento che un altro significato comune del termine è "strano", una parte dei membri del movimento LGBT non vede di buon occhio il suo uso, per lo meno nel mondo anglofono. Molte persone LGBT ritengono però che usare il termine-ombrello queer sia un modo positivo per riappropriarsi di un termine che in passato era usato contro di loro, spogliando quindi la parola del suo potere offensivo, come accaduto nel caso del termine gay. Tale uso sta diventando sempre più comune tra i giovani.
La comunità LGBT ha riconosciuto il termine queer, che oggi rientra tra i termini utilizzati dalla stessa.

## In Italia
In Italia il termine queer identifica anche il supplemento libri domenicale allegato al quotidiano Liberazione fino alla sua chiusura, e successivamente l'inserto culturale del settimanale Altri, ambedue diretti da Piero Sansonetti, che hanno preso appunto il nome di Queer intendendo proprio connotare, provocatoriamente, la propria diversità di vedute nell'ambito del panorama culturale italiano.

### Festival in Italia
- A Bari: BariDiversa. Festival del Pensare Queer[17]; Bari Queer Festival[18]
- A Bergamo: Orlando, identità, relazioni, possibilità
- A Bologna: Gender Bender, Soggettiva, Divergenti, Some Prefer Cake
- A Cagliari: Sardinia Queer Short Film Festival[19]
- A Firenze all'interno della 50 giorni di Cinema Internazionale si svolge ogni anno il Florence Queer Festival (Cinema Odeon, Teatro di Rifredi, Teatro Saschall)[20]
- A Milano: MIX, Queer Festival Milano[21]
- A Ostuni: Sherocco Festival[22]
- A Roma: Giornate di Cinema Queer[23]
- A Siracusa: Giacinto Festival[24]
- A Torino si svolge Lovers Film Festival - Torino LGBTQI Visions[25]
- A Napoli: Omovies[26]
- A Palermo: Sicilia Queer Filmfest[27]